# Emma Corrin
Emma-Louise Corrin (Royal Tunbridge Wells, 13 december 1995) is een Brits acteur. 
Corrin studeerde op het St John's College van de Universiteit van Cambridge. De acteur speelde prinses Diana in het vierde seizoen van The Crown (2020) en won daarvoor een Golden Globe en een Critics' Choice Award en werd genomineerd voor een Primetime Emmy Award. Verder speelde Corrin in de romantische drama's My Policeman en Lady Chatterley's Lover (beide 2022). In 2024 vertolkte Corrin Cassandra Nova in de bioscoopfilm Deadpool & Wolverine.
Emma Corrin is queer, identificeert zich als non-binair en verscheen in 2022 als eerste non-binaire persoon op de voorpagina van Vogue.

## Filmografie

### Films
- 2024: Nosferatu - als Anna Harding
- 2024: Deadpool & Wolverine - als Cassandra Nova
- 2023: Good Grief - als jonge performancekunstenaar (cameo)
- 2022: Lady Chatterley's Lover - als Lady Chatterley
- 2022: My Policeman - als Marion Taylor
- 2021: The Pet Psychic - als Emma (korte film)
- 2020: Misbehaviour - als Jillian Jessup
- 2018: Alex's Dream - als Beth (korte film)
- 2017: Cesare - als Mica

### Televisie
- 2025: Black Mirror - als Dorothy (aflevering "Hotel Reverie")
- 2023: A Murder at the End of the World - als Darby Hart (hoofdrol)
- 2022: Ten Percent - als zichzelf (gastrol)
- 2020: The Crown - als Diana, prinses van Wales (seizoen 4, hoofdrol)
- 2019: Pennyworth - als Esme Winikus (terugkerende rol, seizoen 1)
- 2019: Grantchester - als Esther Carter (aflevering "4.4")

## Prijzen en nominaties
De belangrijkste:
| Jaar | Prijs                          | Categorie                                                           | Film                             | Uitslag     |
| ---- | ------------------------------ | ------------------------------------------------------------------- | -------------------------------- | ----------- |
| 2024 | Film Independent Spirit Awards | Beste hoofdrol in een nieuwe gescripte serie                        | A Murder at the End of the World | Genomineerd |
| 2021 | Golden Globe Awards            | Beste actrice in een dramaserie                                     | The Crown                        | Gewonnen    |
| 2021 | Critics Choice Awards          | Beste vrouwelijke hoofdrol in een dramaserie                        | The Crown                        | Gewonnen    |
| 2021 | Primetime Emmy Awards          | Beste vrouwelijke hoofdrol in een dramaserie                        | The Crown                        | Genomineerd |
| 2021 | Screen Actors Guild Awards     | Uitstekende prestatie door een ensemble in een dramaserie           | The Crown                        | Gewonnen    |
| 2021 | Screen Actors Guild Awards     | Uitstekende prestatie door een vrouwelijke acteur in een dramaserie | The Crown                        | Genomineerd |